# Draba macounii
Draba macounii är en korsblommig växtart som beskrevs av Otto Eugen Schulz. Draba macounii ingår i släktet drabor, och familjen korsblommiga växter. Inga underarter finns listade i Catalogue of Life.